# دنی فلچر
دنی فلچر (انگلیسی: Danny Fletcher؛ زادهٔ ۴ مارس ۱۹۹۷) بازیکن فوتبال اهل بریتانیا است.
از باشگاه‌هایی که در آن بازی کرده‌است می‌توان به باشگاه فوتبال منزفیلد تاون و باشگاه فوتبال هینور تاون اشاره کرد.